# Alex Koroknay-Palicz
Alex Koroknay-Palicz (* 2. Juli 1981 in Kalamazoo, Michigan) ist ein US-amerikanischer Aktivist für die Rechte der Jugend.
Geboren und aufgewachsen in Michigan, zog er später nach Washington, D.C., um dort die American University zu besuchen und seine politische Karriere zu beginnen. Er war bald an der Youth Rights movement beteiligt und wurde dann Leiter der National Youth Rights Association (NYRA). In dieser Funktion ist Koroknay-Palicz im Fernsehsender CNN erschienen und im Boston Globe, auf ABCnews.com, und im Christian Science Monitor zitiert worden. Er tritt auch häufig als Redner bei Youth Leadership-Konferenzen auf.
Koroknay-Palicz ist zu einem wichtigen Vertreter in allen Aspekten des Youth Rights movement geworden und arbeitet derzeit mit Adam Fletcher von freechild.org an einem Youth Rights-Buch. Seine Schriften erscheinen im Buch Millennial Manifesto von Scott Beale.